# Hemiphractus scutatus
Espèce
Synonymes
- Rana scutata Spix, 1824
- Hemiphractus spixii Wagler, 1828
- Hemiphractus divaricatus Cope, 1868
- Hemiphractus boulengeri Miranda-Ribeiro, 1926

Statut de conservation UICN

 LC  : Préoccupation mineure
Hemiphractus scutatus est une espèce d'amphibiens de la famille des Hemiphractidae.

## Répartition
Cette espèce se rencontre jusqu'à 1 000 m d'altitude dans le haut bassin amazonien :
- en Colombie dans les départements de Putumayo, d'Amazonas et de Caquetá ;
- en Équateur ;
- au Pérou ;
- en Bolivie dans la province de Federico Román dans le département de Pando ;
- au Brésil dans les États d'Acre et d'Amazonas.

## Publication originale
- Spix, 1824 : Animalia nova sive species novae testudinum et ranarum, quas in itinere per Brasiliam annis 1817-1820 jussu et auspiciis Maximiliani Josephi I. Bavariae Regis. München (texte intégral)